# 宜思恭
宜思恭（1658年—1720年），字允啸，号省庵，中國清朝官員。清盛京辽阳人，正白旗，康熙时，以世荫授湖南茶陵知州，改工部员外郎，出为直隶顺德知府，康熙四十三年（1704年）任江苏布政使。康熙四十九年（1710年）因两江总督噶禮弹劾挪帑而罢官放归。再被起用后，官至广西巡抚。